# 2-й фронт (Япония)
Второй фронт (яп. 第2方面軍 Дай-ни хо:мэнгун) — группировка сухопутных войск японской императорской армии, существовавшая с 1942 по 1945 год.
2-й фронт был сформирован в рамках Квантунской армии 4 июля 1942 года в качестве структуры, ответственной за поддержание порядка в Маньчжоу-Го, а также как военный резерв. Необходимость его создания была вызвана тем, что многие боевые части Квантунской армии были перебазированы на другие театры военных действий. 30 октября 1943 года дошла очередь и до самого 2-го фронта: он был переброшен в Индонезию и разместился на острове Сулавеси. 13 июня 1945 года фронт был расформирован, входившие в него подразделения вошли в состав других воинских формирований.
Организационно в состав 2-го фронта входили 2-я армия (состоявшая из 35-й и 36-й пехотных дивизий) и 32-я пехотная дивизия.

## Список командного состава

### Командующие
|   | Воинское звание, имя             | С               | По              |
| - | -------------------------------- | --------------- | --------------- |
| 1 | Генерал-лейтенант Корэтика Анами | 1 июля 1942     | 26 декабря 1944 |
| 2 | Генерал-лейтенант Дзё Иимура     | 26 декабря 1944 | 29 мая 1945     |

### Начальники штаба
|   | Воинское звание, имя             | С               | По              |
| - | -------------------------------- | --------------- | --------------- |
| 1 | Генерал-майор Канэ Ёсихара       | 4 июля 1942     | 9 ноября 1942   |
| 2 | Генерал-майор Ё Ватанабэ         | 9 ноября 1942   | 29 октября 1943 |
| 3 | Генерал-лейтенант Такадзо Нумата | 29 октября 1943 | 26 декабря 1944 |
| 4 | Генерал-майор Рёдзо Сакума       | 26 декабря 1944 | 29 мая 1945     |